# Saint-Mard (Seine-et-Marne)
Pour les articles homonymes, voir Saint-Mard.
Saint-Mard est une commune française située dans le département de Seine-et-Marne en région Île-de-France dans la région naturelle de la Goële.
La commune est proche du parc naturel régional Oise-Pays de France.

## Géographie

### Localisation
Saint-Mard est rattachée au canton de Mitry-Mory, dans l'arrondissement de Meaux. La commune est située à environ 45 km au nord de Paris, 9 km de l’aéroport Paris-Charles-de-Gaulle.

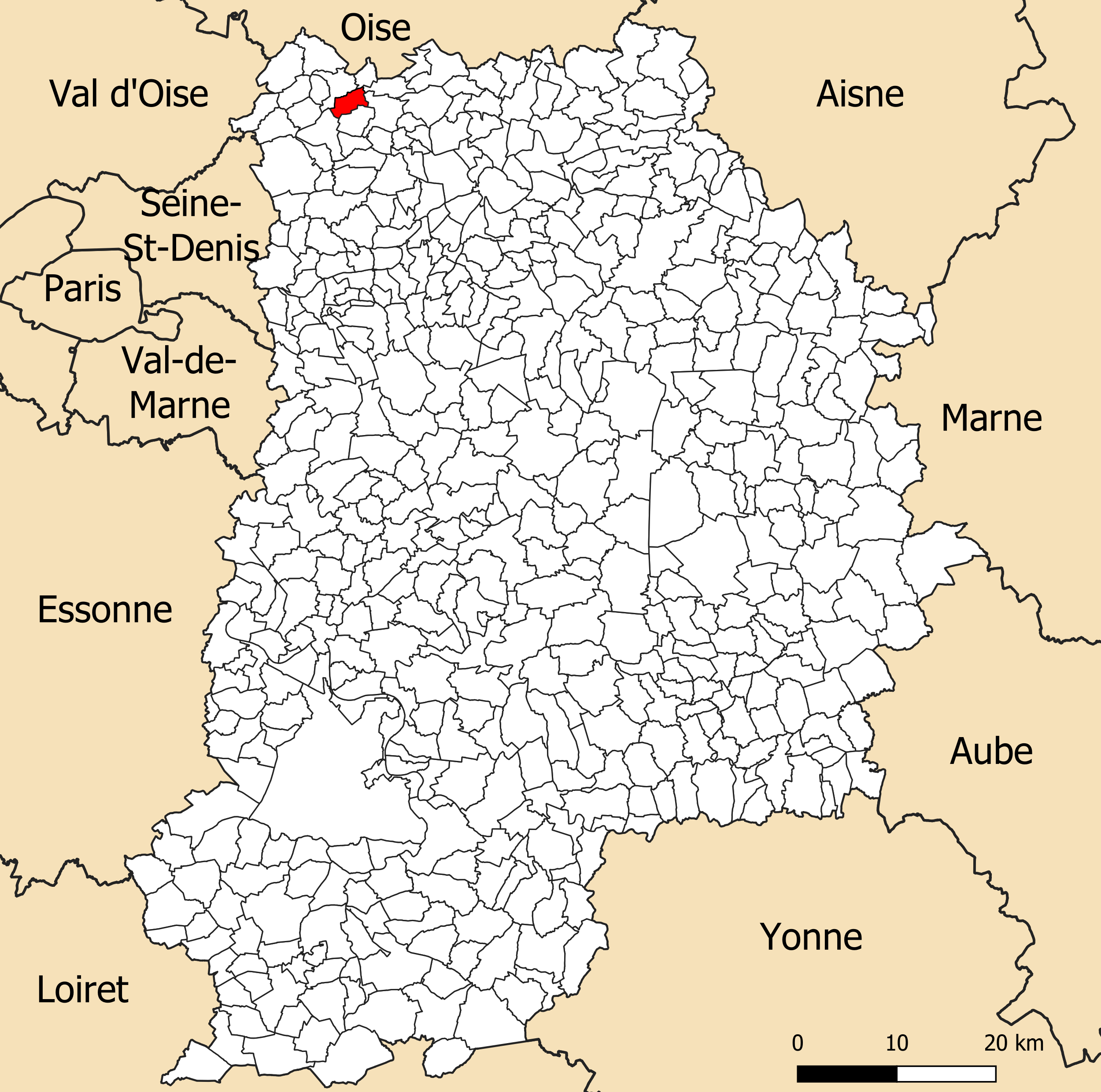
Localisation de la commune de Saint-Mard dans le département de Seine-et-Marne.

### Géologie et relief
La superficie de la commune est de 626 hectares ; son altitude varie entre 93 et 166 mètres.
La commune est classée en zone de sismicité 1, correspondant à une sismicité très faible.

### Hydrographie

#### Réseau hydrographique
Sur la commune, la présence de l’eau de surface est discrète.
Le réseau hydrographique de la commune se compose de deux cours d'eau référencés :
- le ru du Rossignol (ou ru de l'Arzillère), long de 5,40 km[3], affluent de la Beuvronne ;
  - le ru de la Maquerelle, long de 2,25 km[4], conflue avec le ru du Rossignol.

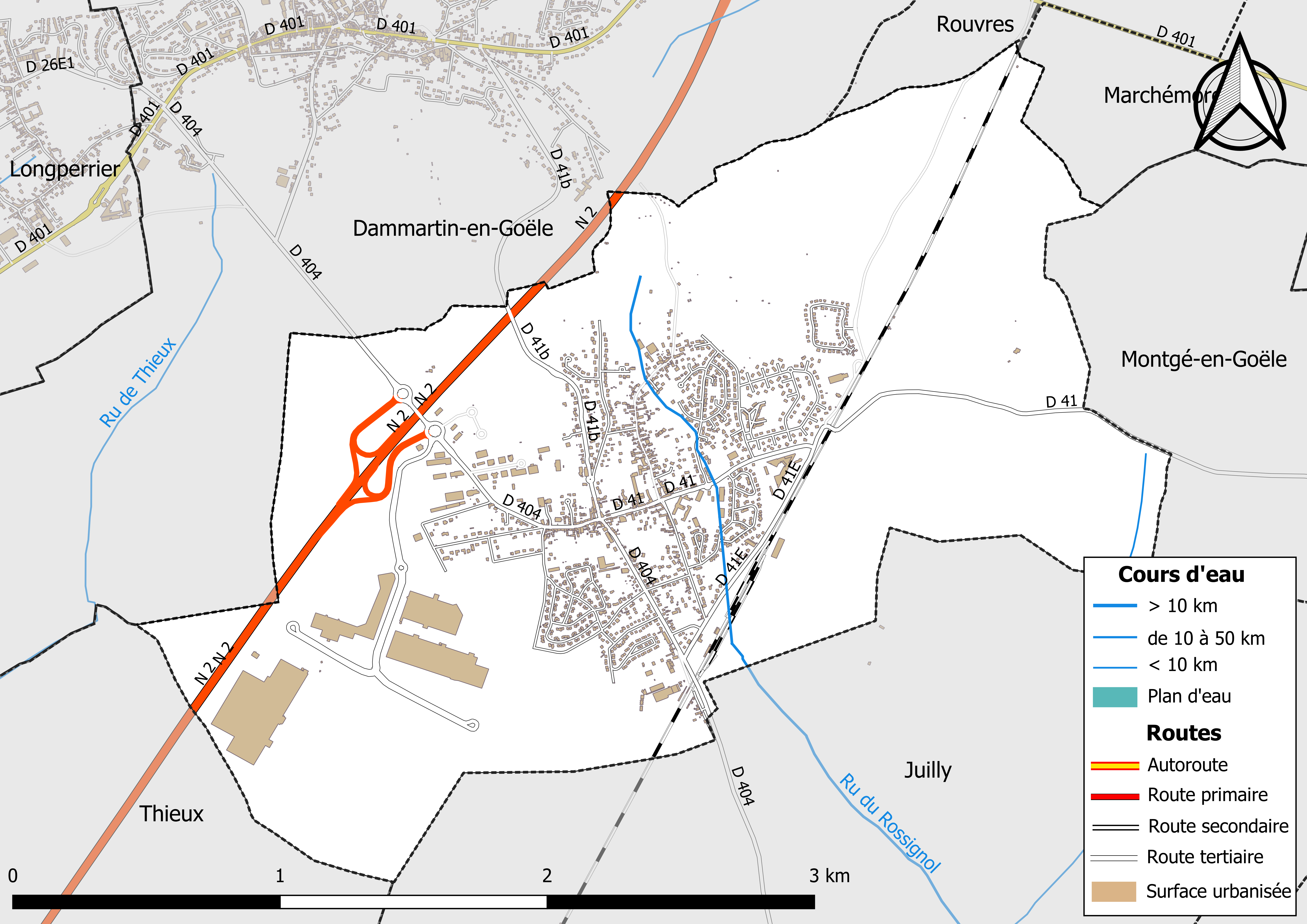
Carte des réseaux hydrographique et routier de Saint-Mard.

La longueur totale des cours d'eau sur la commune est de 2,18 km. Ces cours d'eau ont modelé le relief de façon très douce.
Il faut signaler aussi la présence d’une mare située rue du Moutiers et d’une seconde au cœur du village, qui est l’élément principal d’un square aménagé rue Curie.

#### Gestion des cours d'eau
Afin d’atteindre le bon état des eaux imposé par la Directive-cadre sur l'eau du 23 octobre 2000, plusieurs outils de gestion intégrée s’articulent à différentes échelles : le SDAGE, à l’échelle du bassin hydrographique, et le SAGE, à l’échelle locale. Ce dernier fixe les objectifs généraux d’utilisation, de mise en valeur et de protection quantitative et qualitative des ressources en eau superficielle et souterraine. Le département de Seine-et-Marne est couvert par six SAGE, au sein du bassin Seine-Normandie.
La commune fait partie du SAGE « Nonette », approuvé le 28 juin 2006. Le territoire de ce SAGE concerne le bassin versant de la Nonette et de ses deux principaux affluents, la Launette et l’Aunette. Il inclut totalement ou partiellement 53 communes, dont 47 sur le département de l’Oise et 6 sur celui de le département de Seine-et-Marne, pour une superficie de 413 km2. Le pilotage et l’animation du SAGE sont assurés par le syndicat Interdépartemental du SAGE de la Nonette, qualifié de « structure porteuse », un syndicat créé en 1968.

### Climat
Pour des articles plus généraux, voir Climat de l'Île-de-France et Climat de Seine-et-Marne.
En 2010, le climat de la commune est de type climat océanique dégradé des plaines du Centre et du Nord, selon une étude du CNRS s'appuyant sur une série de données couvrant la période 1971-2000. En 2020, Météo-France publie une typologie des climats de la France métropolitaine dans laquelle la commune est exposée à un climat océanique altéré et est dans une zone de transition entre les régions climatiques « Sud-ouest du bassin Parisien » et « Nord-est du bassin Parisien ».
Pour la période 1971-2000, la température annuelle moyenne est de 10,9 °C, avec une amplitude thermique annuelle de 15,1 °C. Le cumul annuel moyen de précipitations est de 730 mm, avec 11,1 jours de précipitations en janvier et 8,2 jours en juillet. Pour la période 1991-2020, la température moyenne annuelle observée sur la station météorologique la plus proche, située sur la commune du Plessis-Belleville à 8 km à vol d'oiseau, est de 11,4 °C et le cumul annuel moyen de précipitations est de 661,7 mm,. Pour l'avenir, les paramètres climatiques de la commune estimés pour 2050 selon différents scénarios d'émission de gaz à effet de serre sont consultables sur un site dédié publié par Météo-France en novembre 2022.

### Milieux naturels et biodiversité
Aucun espace naturel présentant un intérêt patrimonial n'est recensé sur la commune dans l'inventaire national du patrimoine naturel,,.

## Urbanisme

### Typologie
Au 1er janvier 2024, Saint-Mard est catégorisée ceinture urbaine, selon la nouvelle grille communale de densité à sept niveaux définie par l'Insee en 2022.
Elle appartient à l'unité urbaine de Dammartin-en-Goële, une agglomération intra-départementale regroupant trois  communes, dont elle est une commune de la banlieue,,. Par ailleurs la commune fait partie de l'aire d'attraction de Paris, dont elle est une commune de la couronne,. Cette aire regroupe 1 929 communes,.

### Lieux-dits et écarts
La commune compte 65 lieux-dits administratifs répertoriés consultables ici (source : le fichier Fantoir).

### Occupation des sols
L'occupation des sols de la commune, telle qu'elle ressort de la base de données européenne d’occupation biophysique des sols Corine Land Cover (CLC), est marquée par l'importance des territoires agricoles (53,7 % en 2018), en diminution par rapport à 1990 (68,4 %). La répartition détaillée en 2018 est la suivante : 
terres arables (51% ), zones urbanisées (26,3% ), forêts (9,5% ), mines, décharges et chantiers (6% ), zones industrielles ou commerciales et réseaux de communication (4,4% ), prairies (2,7 %).
Parallèlement, L'Institut Paris Région, agence d'urbanisme de la région Île-de-France, a mis en place un inventaire numérique de l'occupation du sol de l'Île-de-France, dénommé le MOS (Mode d'occupation du sol), actualisé régulièrement depuis sa première édition en 1982. Réalisé à partir de photos aériennes, le Mos distingue les espaces naturels, agricoles et forestiers mais aussi les espaces urbains (habitat, infrastructures, équipements, activités économiques, etc.) selon une classification pouvant aller jusqu'à 81 postes, différente de celle de Corine Land Cover,,. L'Institut met également à disposition des outils permettant de visualiser par photo aérienne l'évolution de l'occupation des sols de la commune entre 1949 et 2018.

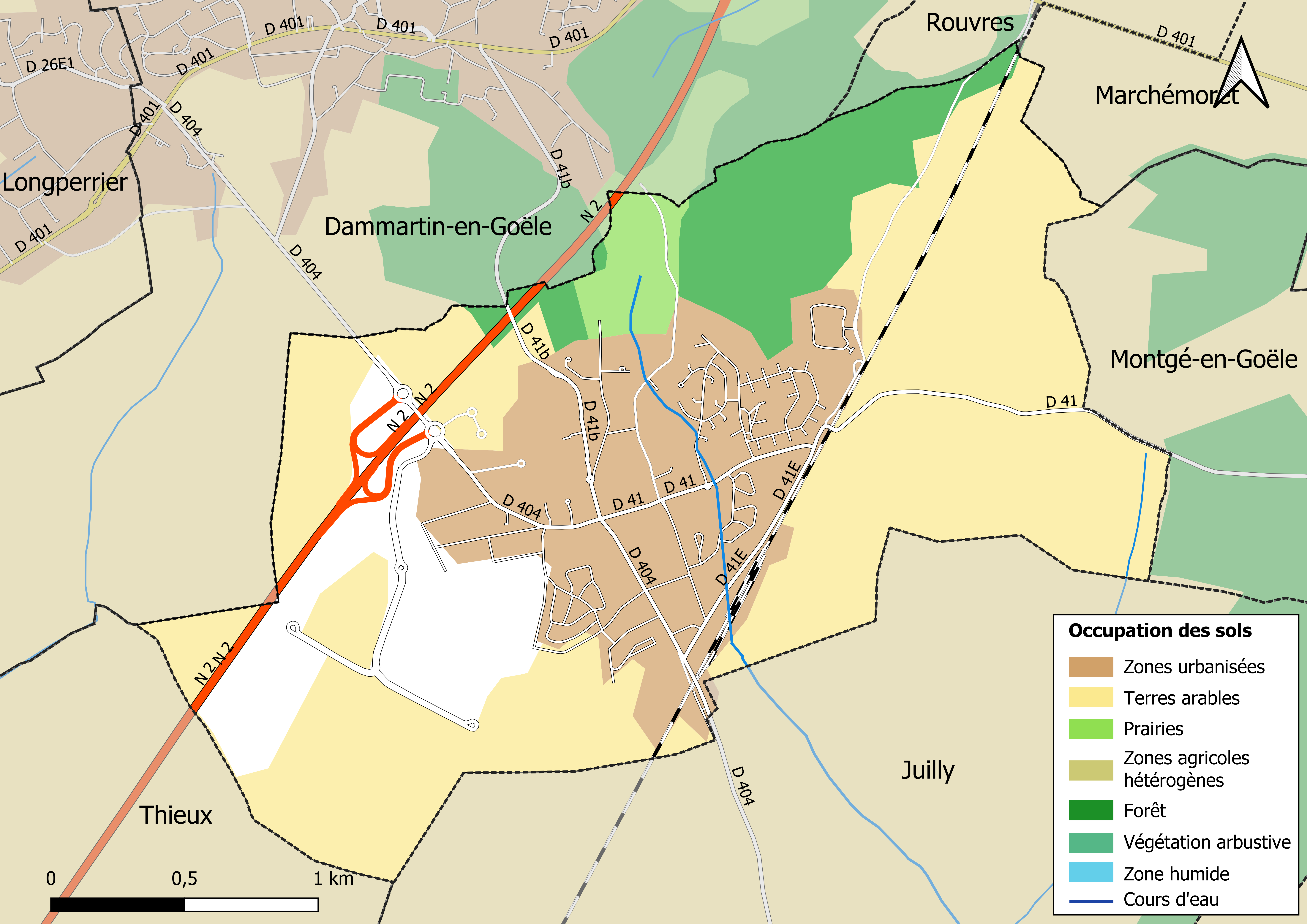
Carte des infrastructures et de l'occupation des sols en 2018 (CLC) de la commune.
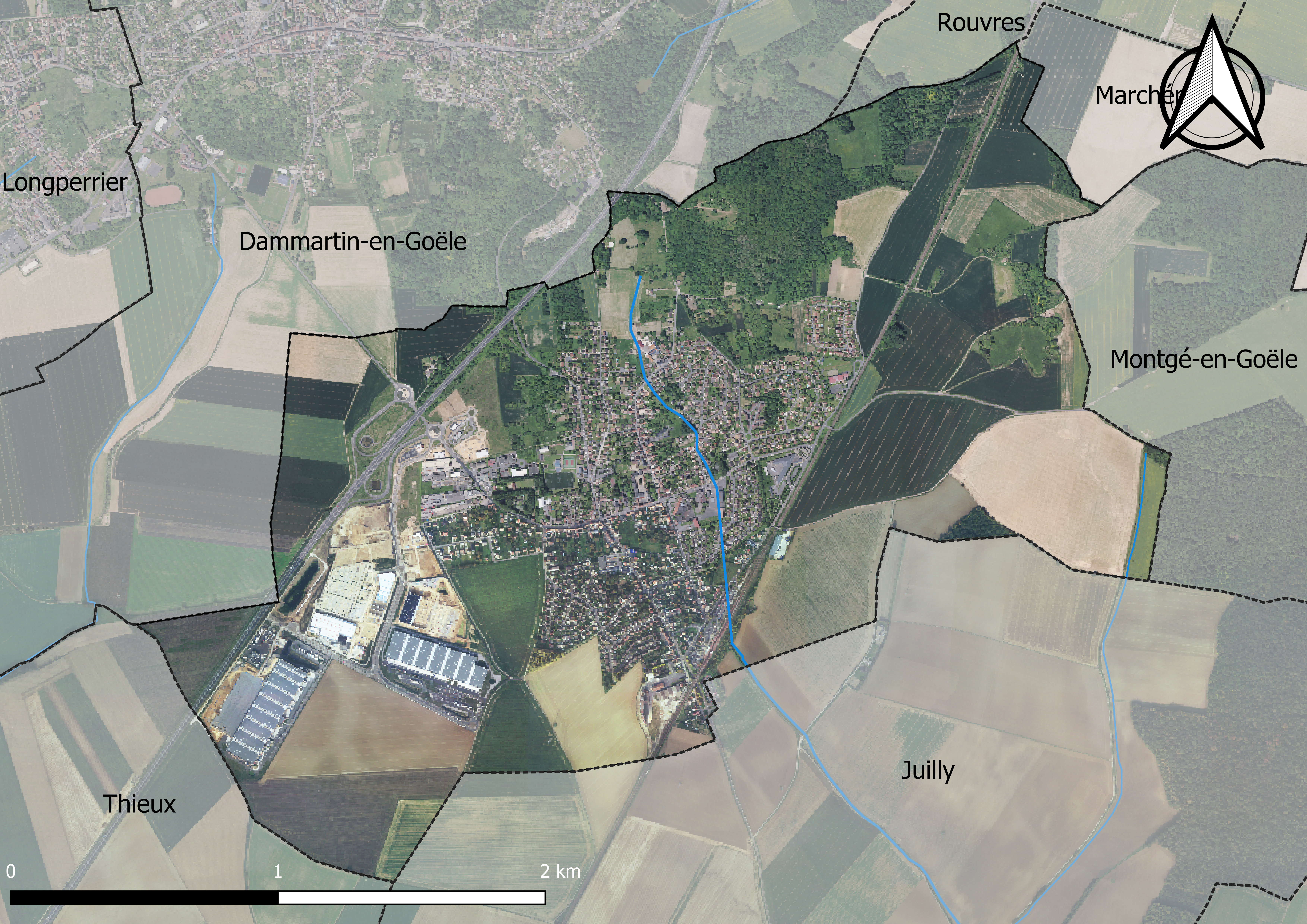
Carte orhophotogrammétrique de la commune.

### Planification
La loi SRU du 13 décembre 2000 a incité les communes à se regrouper au sein d’un établissement public, pour déterminer les partis d’aménagement de l’espace au sein d’un SCoT, un document d’orientation stratégique des politiques publiques à une grande échelle et à un horizon de 20 ans et s'imposant aux documents d'urbanisme locaux, les PLU (Plan local d'urbanisme). La commune est dans le territoire du SCOT Roissy Pays de France, approuvé le 19 décembre 2019 et porté par la communauté d’agglomération Roissy Pays de France.
La commune disposait en 2019 d'un plan local d'urbanisme approuvé. Le zonage réglementaire et le règlement associé peuvent être consultés sur le Géoportail de l'urbanisme.

### Logement
En 2009, le nombre total de logements dans la commune était de 1 428, alors qu'il était de 1 260 en 1999.
Parmi ces logements, 95,2 % étaient des résidences principales, 0,4 % des résidences secondaires et 4,4 % des logements vacants. Ces logements étaient pour 82,4 % d'entre eux des maisons individuelles et pour 17,1 % des appartements.
La proportion des résidences principales, propriétés de leurs occupants était de 80,0 %, en légère hausse par rapport à 1999 (78,4 %). La part de logements HLM loués vides (logements sociaux) était en baisse : 4,8 % contre 5,5 % en 1999.

### Projets d'aménagements
Saint-Mard a participé au projet intercommunal qui consiste à bâtir une grande zone industrielle. Celle-ci comprendra différents types de commerce, tels que des restaurants, des magasins de vêtements, etc. Cette zone ce situera à la sortie de Saint-Mard près de la N 2.

### Voies de communication et transports
Le sentier de grande randonnée GR 1 traverse le territoire de la commune, il se prolonge vers Dammartin-en-Goële au nord-ouest et Juilly à l'est.

#### Voies routières
Saint-Mard est traversée par plusieurs routes départementales : D 41 , D 41E , D 404 . La route nationale 2 est proche de la commune.

#### Voies ferroviaires

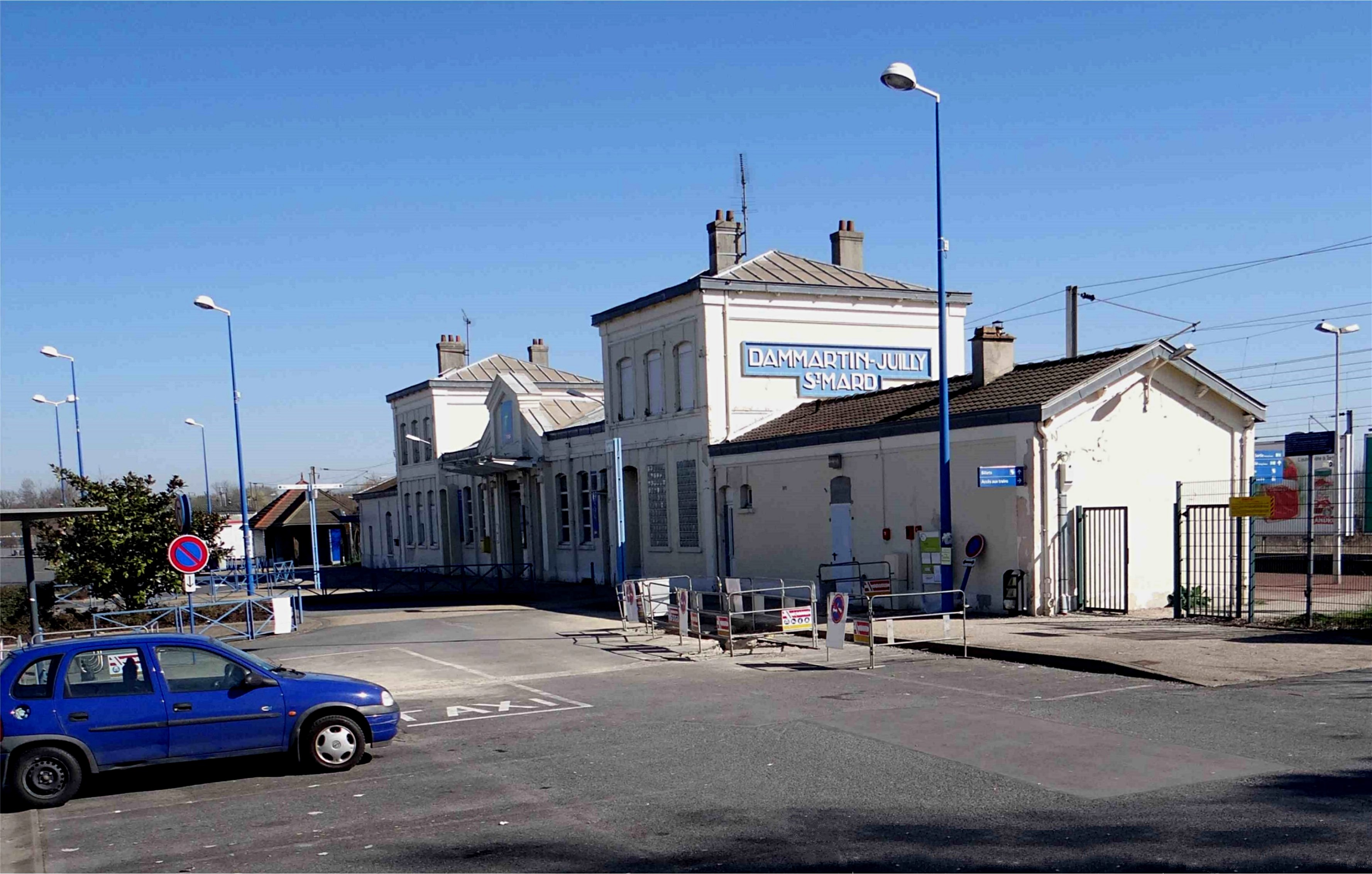
La gare ferroviaire.

La commune est desservie par la gare de Dammartin - Juilly - Saint-Mard, située sur la ligne de La Plaine à Hirson et Anor (frontière) et desservie par les trains de la ligne K du Transilien (Paris-Nord - Crépy-en-Valois) ainsi que par ceux du TER Picardie (Paris - Laon).

#### Transports en commun
Saint-Mard est desservie par plusieurs lignes du réseau de bus Roissy Est : 22, 703, 707, 708, 709, 710, 711 et 716.

## Toponymie
Le nom de la localité est mentionné sous les formes Sanctus Medardus en 1221 ; Saint Maart en 1303 ; Saint Mardz en 1406 ; La ville de Saint Mard en 1443 ; Saint Marc en 1470 ; Saint Marc soubs Dompmartin au XVe siècle ; Saint Marc soubz Dampmartin en 1500 ; Saint Marcq en 1605.
L'hagiotoponyme Saint-Mard (anciennement Saint-Marc ou Saint-Marcq) tire l’origine de son nom de Saint Médard, patron de la paroisse.

## Histoire
En 1080, le gouverneur et châtelain d’Étampes, Eudes de Saint-Mard qui était serviteur du roi Philippe I, fit le pèlerinage à Jérusalem à sa place. C'est à Dammartin-en-Goële que se rencontre la Seigneurie initiale de Saint Mard qui fit construire un château et une église dédiée à saint Médart.
De 1519 jusqu’à 1628, la terre appartenait à la célèbre famille des financiers Vivien.
En 1577 elle fut partagée entre Pierre Vivien, conseiller du roi et général en sa Cour des aides, et Louis Vivien, écuyer et coseigneur de Saint-Mard.
En 1628 la seigneurie fut acquise par un autre financier parisien, Étienne de Fieux, conseiller du roi et contrôleur général de la gabelle.
En 1634, le secrétaire du cardinal de Richelieu Denis Charpentier devient propriétaire de la seigneurie de Saint-Mard. Il se constitua un vaste domaine centré sur le château seigneurial et le parc qui l’entourait .
Après la mort de Denis Charpentier en avril 1647 son fils Armand (1628-1709) récupéra la seigneurie. Par lettres patentes de Louis XIV, la terre de Saint-Mard fut érigée en baronnie en mars 1655.
En 1716, les neveux et héritiers d'Armand Charpentier décidèrent de vendre la seigneurie à Toussaint Rémond, écuyer et écrivain.
En 1840, le baron Alexandre de Montbrun fit détruire le château puis, le nom du lieu changea au fil des années et des abréviations.

## Politique et administration

### Administration municipale
Le nombre d'habitants au dernier recensement étant compris entre 3 500 et 4 999, le nombre de membres du conseil municipal est de 27.

### Liste des maires
| Période                                  | Période                 | Identité                       | Étiquette    | Qualité |
| ---------------------------------------- | ----------------------- | ------------------------------ | ------------ | --- |
| Les données manquantes sont à compléter. |                         |                                |              | |
| 1800                                     | 1829                    | Claude Rolland                 |              | |
| 1830                                     | 1844                    | Benoît Rolland                 |              | |
| 1848                                     | 1855                    | Claude Rolland                 |              | |
| 1855                                     | 1859                    | Jean-François Pasquier         |              | |
| 1859                                     | 1862                    | Charles Demoncy                |              | |
| 1863                                     | 1867                    | Charles Mouton                 |              | |
| 1868                                     | 1869                    | Édouard Fouilleaux             |              | |
| 1869                                     | 1871                    | Eugène Honoré Vérin            |              | |
| 1871                                     | 1888                    | Jacques Leduc                  |              | |
| 1888                                     | 1893                    | Charles-Hyacinthe Sainte-Beuve |              | |
| 1893                                     | 1895                    | Armand Dubois                  |              | |
| 1895                                     | 1908                    | Charles-Hyacinthe Saint Beuve  |              | |
| 1908                                     | 1912                    | Eugène Vérin                   |              | |
| 1912                                     | 1919                    | Charles-Hyacinthe Sainte-Beuve |              | |
| 1919                                     | 1925                    | Alfred Fourie                  |              | |
| 1925                                     | 1939                    | Claude Chevaugeon              |              | Négociant Conseiller général de Dammartin-en-Goële (1926 → 1934) |
| 1939                                     | 1940                    | M. Simon                       |              | |
| 1940                                     | 1943                    | M. Courton                     |              | |
| 1943                                     | 1944                    | M. Vandenabelle                |              | |
| 1944                                     | 1947                    | Henri Louche                   |              | |
| octobre 1947                             | mars 1977               | Émile Cacheux                  |              | |
| mars 1977                                | mars 1983               | Paul Gautier                   | PCF          | Employé de mairie Conseiller général de Dammartin-en-Goële (1976 → 1982) |
| mars 1983                                | mars 2008               | Roger Boullonnois              | UDF puis UMP | Artisan plombier Député de la 6e circonscription de Seine-et-Marne (2002 → 2007) Conseiller général de Dammartin-en-Goële (1994 → 2008) Vice-président du conseil général de Seine-et-Marne (1998 → 2004) |
| mars 2008                                | En cours (au juin 2020) | Daniel Dometz                  | UMP-LR       | Retraité |

### Tendances politiques et résultats
Lors des élections départementales de 2015, le binôme Corinne Adamski-Caekaert et Daniel Dometz s'est présenté en tant que candidats UMP-UDI pour le canton de Mitry-Mory. Lors du premier tour de ces élections, bien qu'ayant recueilli 55,98 % des votes dans la commune, ils n'ont pas été retenu pour participer au second tour, n'ayant recueilli que 25,57 % des suffrages exprimés au sein du canton et arrivés en troisième position.

#### Élections nationales
- Élection présidentielle de 2017[44] : 31,34 % pour Emmanuel Macron (REM), 30,31 % pour Marine Le Pen (FN), 69,52 % de participation.

## Équipements et services

### Eau et assainissement
L’organisation de la distribution de l’eau potable, de la collecte et du traitement des eaux usées et pluviales relève des communes. La loi NOTRe de 2015 a accru le rôle des EPCI à fiscalité propre en leur transférant cette compétence. Ce transfert devait en principe être effectif au 1er janvier 2020, mais la loi Ferrand-Fesneau du 3 août 2018 a introduit la possibilité d’un report de ce transfert au 1er janvier 2026,.

#### Assainissement des eaux usées
En 2020, la gestion du service d'assainissement collectif de la commune de Saint-Mard est assurée par la Communauté d'agglomération Roissy Pays de France pour la collecte, le transport et la dépollution. Ce service est géré en délégation par une entreprise privée, dont le contrat arrive à échéance le 30 juin 2020,,.
L’assainissement non collectif (ANC) désigne les installations individuelles de traitement des eaux domestiques qui ne sont pas desservies par un réseau public de collecte des eaux usées et qui doivent en conséquence traiter elles-mêmes leurs eaux usées avant de les rejeter dans le milieu naturel. La Communauté d'agglomération Roissy Pays de France assure pour le compte de la commune le service public d'assainissement non collectif (SPANC), qui a pour mission de vérifier la bonne exécution des travaux de réalisation et de réhabilitation, ainsi que le bon fonctionnement et l’entretien des installations,.

#### Eau potable
En 2020, l'alimentation en eau potable est assurée par le SMAEP de la Goële qui en a délégué la gestion à l'entreprise Veolia, dont le contrat expire le 31 décembre 2021,,.

## Population et société

### Démographie
L'évolution du nombre d'habitants est connue à travers les recensements de la population effectués dans la commune depuis 1793. Pour les communes de moins de 10 000 habitants, une enquête de recensement portant sur toute la population est réalisée tous les cinq ans, les populations de référence des années intermédiaires étant quant à elles estimées par interpolation ou extrapolation. Pour la commune, le premier recensement exhaustif entrant dans le cadre du nouveau dispositif a été réalisé en 2005.

En 2022, la commune comptait 3 853 habitants, en évolution de +0,39 % par rapport à 2016 (Seine-et-Marne : +3,92 %, France hors Mayotte : +2,11 %).
| 1793 | 1800 | 1806 | 1821 | 1831 | 1836 | 1841 | 1846 | 1851 |
| ---- | ---- | ---- | ---- | ---- | ---- | ---- | ---- | ---- |
| 432  | 465  | 472  | 428  | 446  | 420  | 401  | 425  | 447  |

| 1856 | 1861 | 1866 | 1872 | 1876 | 1881 | 1886 | 1891 | 1896 |
| ---- | ---- | ---- | ---- | ---- | ---- | ---- | ---- | ---- |
| 364  | 582  | 449  | 426  | 444  | 433  | 507  | 513  | 602  |

| 1901 | 1906 | 1911 | 1921 | 1926 | 1931 | 1936 | 1946 | 1954 |
| ---- | ---- | ---- | ---- | ---- | ---- | ---- | ---- | ---- |
| 656  | 685  | 784  | 764  | 857  | 988  | 880  | 868  | 984  |

| 1962  | 1968  | 1975  | 1982  | 1990  | 1999  | 2005  | 2006  | 2010  |
| ----- | ----- | ----- | ----- | ----- | ----- | ----- | ----- | ----- |
| 1 073 | 1 090 | 2 021 | 2 375 | 2 959 | 3 445 | 3 610 | 3 625 | 3 798 |

| 2015  | 2020  | 2022  | - | - | - | - | - | - |
| ----- | ----- | ----- | - | - | - | - | - | - |
| 3 827 | 3 846 | 3 853 | - | - | - | - | - | - |

### Enseignement

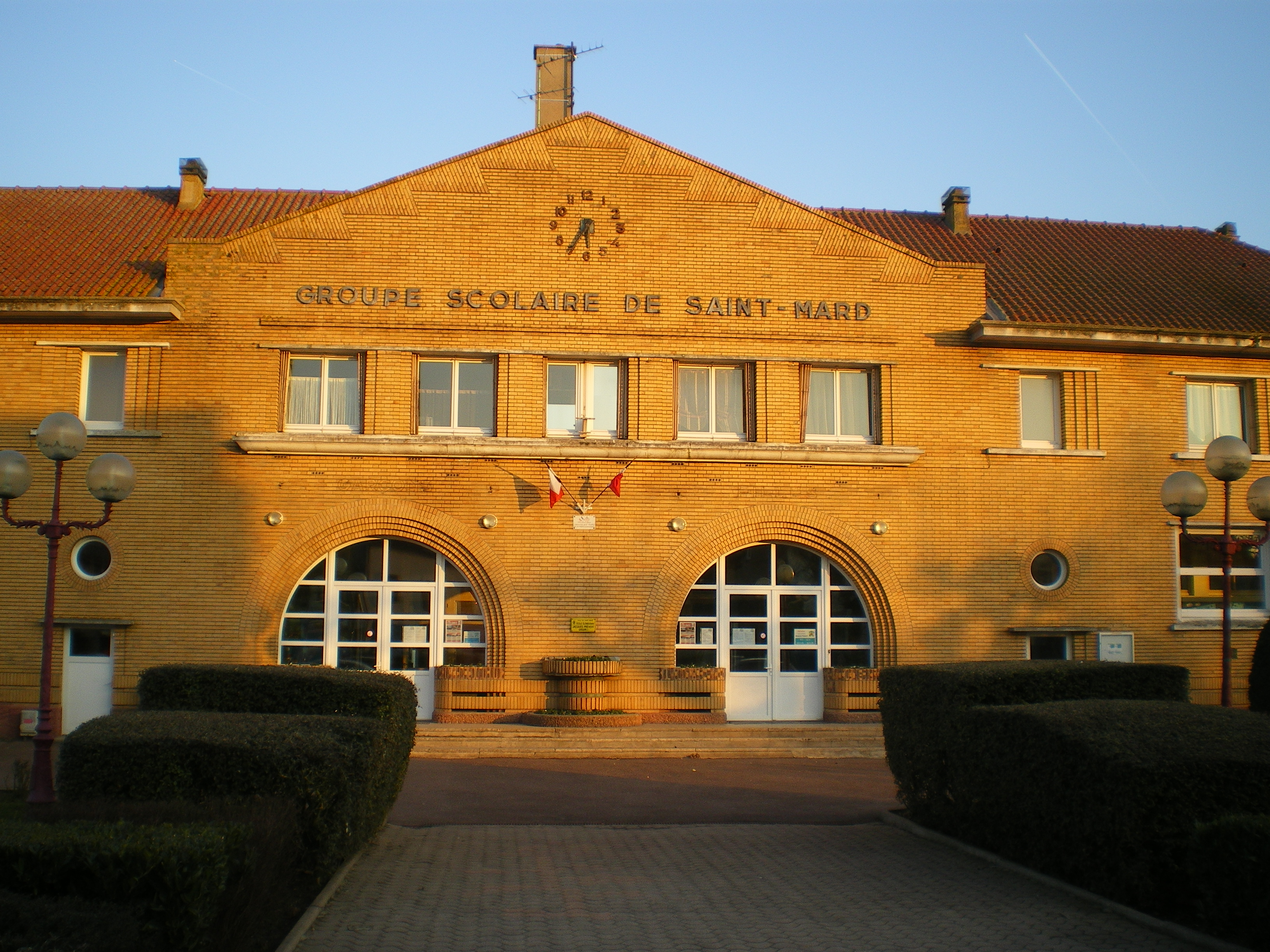
École primaire Jacques Prévert de Saint-Mard.

Saint-Mard est située dans l'académie de Créteil.
Elle administre une école maternelle de 158 élèves en 2014-2015 et une école élémentaire de 318 élèves en 2014-2015 communales, ces deux établissements disposant d'une restauration scolaire,.
Le département gère un collège : le collège Georges-Brassens. Cet établissement a été ouvert en 1973. Il est desservi par plusieurs lignes de cars du réseau Roissy Est, et se trouve à proximité de la gare SNCF de Dammartin - Juilly - Saint-Mard.
La plupart des lycéens de Saint-Mard vont à Longperrier (Charles-de-Gaulle), Mitry-Mory (Honoré-de-Balzac), Mortefontaine (Saint-Dominique), Claye-Souilly (le Champs de Claye), Dammartin-en-Goële, Meaux (Pierre-de-Coubertin, Henri-de-Moissan, Jean-Rose, Bossuet, Jean-Vilar), Thorigny-sur-Marne (Auguste-Perdonnet).

### Jeunesse
Un centre de loisirs dédié aux primaires, ainsi qu'un autre dédié aux maternelles, ont été construits au XXe siècle en raison de la forte croissance démographique de Saint-Mard.
En 2010, un premier parc a été construit, à proximité de la mairie. Par la suite, un second parc est créé en 2013, près de l'église. Tous deux sont réservés aux enfants de 3 à 12 ans.
On compte 37 assistantes maternelles à Saint-Mard en 2014. Cependant, la commune ne dispose pas de Relais d'assistantes maternelles qui est un lieu d'informations, d'échanges et de rencontres avec les parents, les RAM se situant dans les communes alentour. Néanmoins, Saint-Mard a à sa disposition un atelier d'éveil (musique, activités manuelles, etc.) pour les enfants accueillis par des assistantes maternelles.
La création d'une crèche à Saint-Mard est à l'étude[réf. nécessaire].

### Manifestations culturelles et festivités
- Brocante et vide-greniers en septembre,
- Bourse aux jouets en novembre,
- Repas des Anciens en avril,
- Kermesse en juin,
- Grande récré (structure gonflable, karting, etc.) en juin,
- Fête de la musique en juin.

### Santé
Saint-Mard dispose de nombreuses enseignes médicales comme un médecin, un dentiste, une pharmacie ou un kinésithérapeute.

### Associations
De nombreux sports sont pratiqués à Saint-Mard. Tout d'abord, une association s'est créée en 1970 : l’Association Sportive de Saint-Mard (A.S.S.M.). Celle-ci regroupe différents sports, tels que le football, la pétanque, le tir à l'arc, ou encore le handball. Par la suite, une seconde association s'est fondée, la S.E.L. (sport éducation et loisir) qui regroupe, quant à elle, le judo et le karaté, le vélo, la randonnée, le yoga, la peinture, ou de la vannerie.
La commune est notamment dotée d'un gymnase spécifique pour le volley-ball (Les Pailleux) où évolue le club de l'Alliance Nord 77, l'un des clubs les plus performants en volley-ball féminin de Seine-et-Marne, évoluant en Nationale 3 durant la saison 2012-2013.
Voici un tableau récapitulant les associations présentes à Saint-Mard
| Types d'associations | Noms                                          | Pratiques                                                                                   |
| -------------------- | --------------------------------------------- | ------------------------------------------------------------------------------------------- |
| Sportives            | A.S.S.M.                                      | Handball                                                                                    |
| Sportives            | A.S.S.M.                                      | Football                                                                                    |
| Sportives            | A.S.S.M.                                      | Tir à l'arc                                                                                 |
| Sportives            | A.S.S.M.                                      | Pétanque                                                                                    |
| Sportives            | Sport éducation loisir                        | Cyclotourisme                                                                               |
| Sportives            | Sport éducation loisir                        | Judo                                                                                        |
| Sportives            | Sport éducation loisir                        | Jujitsu                                                                                     |
| Sportives            | Sport éducation loisir                        | Karaté                                                                                      |
| Sportives            | Sport éducation loisir                        | Gymnastique volontaire                                                                      |
| Sportives            | Sport éducation loisir                        | Yoga                                                                                        |
| Sportives            | Sport éducation loisir                        | Couture                                                                                     |
| Sportives            | Sport éducation loisir                        | Peinture sur soie                                                                           |
| Sportives            | Sport éducation loisir                        | Vannerie                                                                                    |
| Sportives            | Sport éducation loisir                        | Boxe américaine                                                                             |
| Sportives            | Sport éducation loisir                        | Street-Self-Défense                                                                         |
| Sportives            | U.N.S.S (collège)                             | N.C., réservé au collégiens de Saint-Mard                                                   |
| Sportives            | Associations Sportives ST Mard et Extérieures |                                                                                             |
| Sportives            | Saint-Mard Tennis                             | Tennis                                                                                      |
| Sportives            | Club Kangourous                               | Multi-sports                                                                                |
| Sportives            | Racing Club Volley de la Goële                | Volley-ball                                                                                 |
| Socioculturelles     | Art en Goële                                  | Arts plastiques                                                                             |
| Socioculturelles     | Et si on sortait                              | Sorties spectacles                                                                          |
| Socioculturelles     | Club du Bel Automne                           | N.C.                                                                                        |
| Socioculturelles     | Atelier Théâtre de Saint-Mard                 | Théâtre                                                                                     |
| Socioculturelles     | École de musique de Saint-Mard et de la Goële | Musique                                                                                     |
| Socioculturelles     | École de danse de Saint-Mard et de la Goële   | Danse                                                                                       |
| Socioculturelles     | Ensembles et Chœurs de Saint-Mard             | Orchestres, harmonie et chorales                                                            |
| Socioculturelles     | Entrez dans la danse                          | Danse de salon                                                                              |
| Socioculturelles     | Goële photo                                   | Photographie                                                                                |
| Socioculturelles     | Modèle Club Michel Jacques                    | Modélisme                                                                                   |
| Socioculturelles     | S'Mardville Country                           | Danse Country                                                                               |
| Autres               | Arago                                         | Radioamateur                                                                                |
| Autres               | Billard Club                                  | Billard                                                                                     |
| Autres               | L'Arbre                                       | Association généalogique                                                                    |
| Autres               | La Mémoire des Pierres                        | Mise en valeur du patrimoine du canton Dammartin en Goële, et apprentissage de son histoire |
| Autres               | Arc en Ciel                                   | Se mettre à disposition des habitants du canton                                             |
| Autres               | Les p'tits coups de mains                     | N.C.                                                                                        |
| Autres               | Millénium informatique                        | Informatique                                                                                |
| Autres               | Souvenir Français                             | Comité                                                                                      |
| Autres               | Sté d'Histoire et d'Archéologies de La Goële  | N.C.                                                                                        |
| Autres               | Unions des Anciens Combattants                | N.C.                                                                                        |
| Autres               | F.N.A.T.H.                                    | N.C.                                                                                        |
| Autres               | Restos du Cœurs                               | Aider les démunies en leur offrant des repas gratuits                                       |
| Autres               | Accueil Jeunesse Tournelles                   | N.C.                                                                                        |
| Autres               | FCPE                                          | N.C.                                                                                        |

### Cultes
Saint-Mard possède un lieu de culte l'église Saint-Médard qui date du milieu du XIIIe siècle, elle a été plusieurs fois remaniée. À l’intérieur de l'église se trouve la statue en bois de saint Médard.

### Commerces
Plusieurs magasins se trouvent à Saint-Mard. On peut citer une boulangerie, deux boucheries, deux café-tabacs, trois coiffeurs, une pizzeria, deux agences immobilières, un toiletteur, un restaurant kebab, un point de « restauration rapide », une banque, une auto-école, une quincaillerie, deux garages automobiles, un hôtel et deux supérettes.

## Économie

### Revenus de la population et fiscalité
En 2011, le revenu fiscal médian par ménage était de 43 638 €, ce qui plaçait Saint-Mard au 1 503e rang parmi les 31 886 communes de plus de 49 ménages en métropole.
En 2009, 26,32 % des foyers fiscaux n'étaient pas imposables.

### Emploi
En 2009, la population âgée de 15 à 64 ans s'élevait à 2 584 personnes, parmi lesquelles on comptait 77,2 % d'actifs dont 71,0 % ayant un emploi et 6,2 % de chômeurs.
On comptait 551 emplois dans la zone d'emploi, contre 543 en 1999. Le nombre d'actifs ayant un emploi résidant dans la zone d'emploi étant de 1 841, l'indicateur de concentration d'emploi est de 29,9 %, ce qui signifie que la zone d'emploi offre moins d'un emploi pour trois habitants actifs.

### Entreprises et commerces
Au 31 décembre 2010, Saint-Mard comptait 188 établissements : 4 dans l'agriculture-sylviculture-pêche, 8 dans l'industrie, 28 dans la construction, 124 dans le commerce-transports-services divers et 24 relatifs au secteur administratif.
En 2011, 26 entreprises ont été créées à Saint-Mard, dont 17 par des autoentrepreneurs.

### Agriculture
Saint-Mard est dans la petite région agricole dénommée la « Butte de Damartin », constituée de deux petites enclaves à l'intérieur de la « Goële et Multien », au nord du département. En 2010, l'orientation technico-économique de l'agriculture sur la commune est diverses cultures (hors céréales et oléoprotéagineux, fleurs et fruits).
Si la productivité agricole de la Seine-et-Marne se situe dans le peloton de tête des départements français, le département enregistre un double phénomène de disparition des terres cultivables (près de 2 000 ha par an dans les années 1980, moins dans les années 2000) et de réduction d'environ 30 % du nombre d'agriculteurs dans les années 2010. Cette tendance n'est pas confirmée au niveau de la commune qui voit le nombre d'exploitations rester constant entre 1988 et 2010. Parallèlement, la taille de ces exploitations augmente, passant de 133 ha en 1988 à 231 ha en 2010.
Le tableau ci-dessous présente les principales caractéristiques des exploitations agricoles de Saint-Mard, observées sur une période de 22 ans : 
|                                      | 1988 | 2000 | 2010 |
| ------------------------------------ | ---- | ---- | ---- |
| Dimension économique,                |      |      |      |
| Nombre d’exploitations (u)           | 3    | 2    | 3    |
| Travail (UTA)                        | 11   | 6    | 7    |
| Surface agricole utilisée (ha)       | 398  | 618  | 693  |
| Cultures                             |      |      |      |
| Terres labourables (ha)              | 384  | s    | 655  |
| Céréales (ha)                        | 239  | s    | 333  |
| dont blé tendre (ha)                 | 163  | s    | 259  |
| dont maïs-grain et maïs-semence (ha) | 56   | s    | 40   |
| Tournesol (ha)                       | 0    |      |      |
| Colza et navette (ha)                | s    | s    | s    |
| Élevage                              |      |      |      |
| Cheptel (UGBTA)                      | 180  | 77   | 136  |

## Culture locale et patrimoine

### Monuments et lieux remarquables

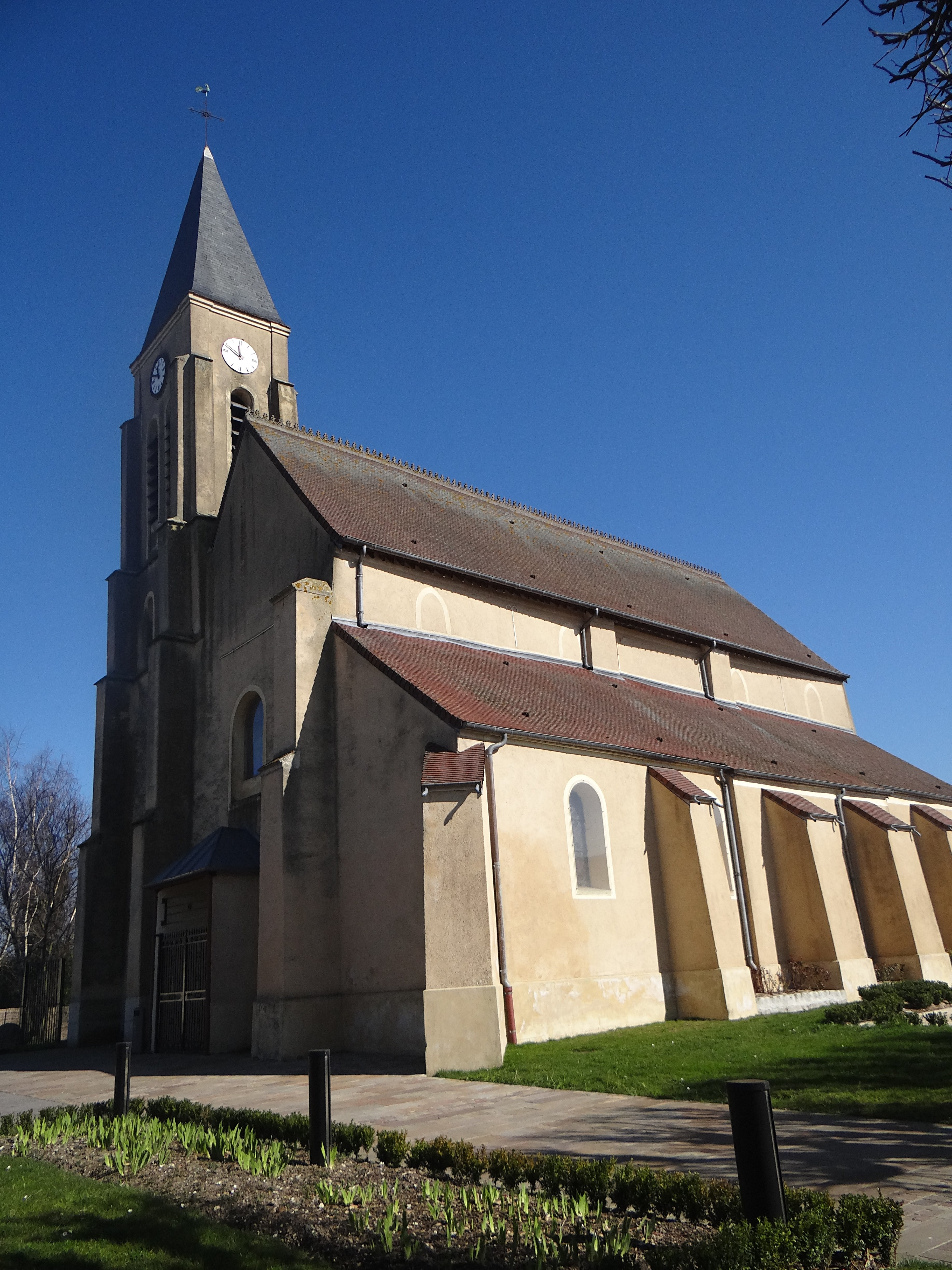
L'église Saint-Médard.

La commune ne compte aucun monument répertorié à l'inventaire des monuments historiques ni à l'inventaire général du patrimoine culturel. Elle compte toutefois un objet répertorié à l'inventaire des monuments historiques : la statue en bois polychrome de saint Mard, datée des XVIe et XVIIe siècles. Cette sculpture est dans l'église Saint-Médard, d'origine XIIIe siècle mais reconstruite en 1826.

### Personnalités liées à la commune
- Denis Charpentier (v.1580-1647), premier secrétaire du cardinal de Richelieu, seigneur de Saint-Mard de 1634 jusqu'à sa mort en 1647.